# Потир

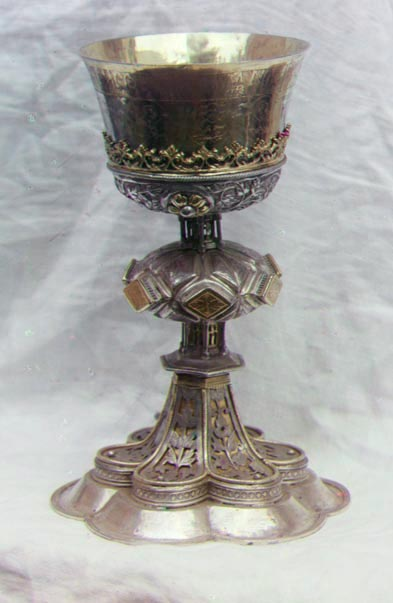
Потир из ризницы Ипатьевского монастыря

Поти́р (от др.-греч. ποτήρ, «чаша, кубок»; в латинском обряде — калеж, от лат. calix) — сосуд для христианского богослужения, применяемый при освящении причастного вина и принятии Святого Причастия.
Как правило, потир — глубокая чаша с длинной ножкой и круглым основанием, большим по диаметру, иногда сделанная из ценных материалов (золота, серебра), бронзы, поделочных камней. Первые чаши изготавливались из дерева, около III века появились стеклянные потиры. С IV века получили распространение золотые и серебряные потиры.
Часто ножка имеет утолщение в форме яблока. Потир содержит в себе два круга, верхний и нижний, в чём заключается его сходство с дискосом. Украшается потир орнаментом, изображениями святых. Потир — образ чаши, переданной Христом на Тайной вечере своим ученикам:

Пейте от неё все, ибо сие есть Кровь Моя Нового Завета, за многих изливаемая во оставление грехов.
— Мф. 26:27-28

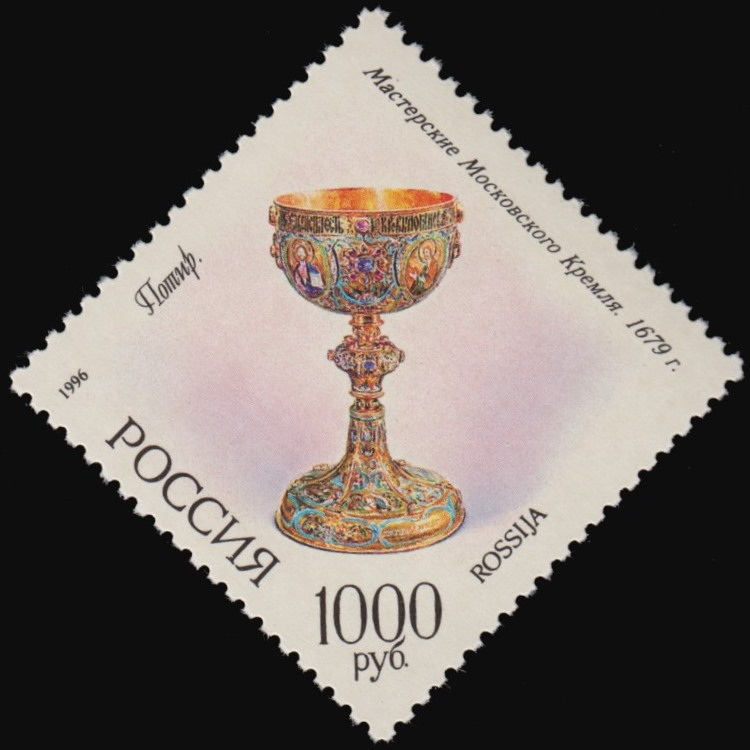
Почтовая марка 1996 год. Потир изготовлен из золота по заказу царя Федора Алексеевича в 1679 году

Потир хранится вместе с другими священными сосудами на жертвеннике, или в особом сейфе. Обычно в православных храмах бывает несколько потиров: в большие праздники, когда служат много священнослужителей и много причастников, используется самый большой (вместительный) потир, из которого иногда Христова Кровь разливается в другие потиры для причащения мирян сразу из нескольких чаш.
Для переноса Святых Даров причащающимся на дому применяются специальные потиры с герметично завинчивающейся крышкой.
Чашей (с крышкой) также называют ещё один сосуд, в котором до полной Литургии хранят вынутые из просфор частицы при поминовении имён во время Великого поста.